# خوان باريا
خوان باريا (بالإسبانية: Juan Barea) مواليد 15 مارس 1931 ، هو لاعب كرة سلة أرجنتيني سابق. حقق الميدالية الفضية مع منتخب الأرجنتين لكرة السلة في دورة الألعاب الأمريكية التي أقيمت في مدينة مكسيكو في سنة 1955.